# Dobrowolna bezdzietność
Dobrowolna bezdzietność, bezdzietność z wyboru – decyzja o nieposiadaniu potomstwa podyktowana wpływem różnych czynników, głównie społeczno-ekonomicznych. Zjawisko to nie wiąże się z przyczynami biologiczymi (jak niepłodność i bezpłodność), gdyż te naturalnie wykluczają możliwość podjęcia swobodnego wyboru o posiadaniu lub nieposiadaniu potomstwa. Bezdzietność z wyboru może stanowić trwałą rezygnację z rodzicielstwa lub czasową, polegającą na odsuwaniu go na później (gdy np. życiowe okoliczności staną się korzystniejsze).

## Aspekty intencjonalnej bezdzietności
Częste przyczyny intencjonalnej bezdzietności to:
- przeorientowanie się na cele edukacyjne i zawodowe[2],
- brak możliwości połączenia pracy zawodowej z rodzicielstwem,
- niesprzyjająca sytuacja materialna lub brak stabilizacji ekonomicznej,
- brak odpowiedniego partnera lub znalezienie go, we własnym mniemaniu, w zbyt późnym wieku,
- pragnienie swobody[3], kojarzenie posiadania dziecka z ograniczeniami dotyczącymi dotychczasowego stylu życia i poziomu aktywności,
- obawy zdrowotne, wstręt lub silny lęk kobiety przed ciążą i porodem[4] (zob. tokofobia) oraz związanymi z tym dolegliwościami psychosomatycznymi,
- troska o przeludnienie, problemy ekologiczne, konflikty zbrojne lub inne problemy i zagrożenia, z jakimi zmaga się współczesny świat,
- wahanie się co do woli posiadania dzieci, brak pragnienia zostania rodzicem, brak tzw. „instynktu macierzyńskiego” i „instynktu ojcowskiego”,
- obawa przed samotnym wypełnianiem obowiązków związanych z opieką nad dzieckiem, niechęć do tradycyjnych ról kobiecych i męskich oraz samotnego realizowania wzorców płci[1],
- postawa antyprokreacyjna i osobiste przekonania, jak np. antynatalizm, który przypisuje negatywną wartość narodzinom (siłą rzeczy prowadzących do zwiększenia cierpienia na świecie),
- obawa o pogorszenie jakości życia osobistego i relacji z małżonkiem/partnerem[1] oraz utratę intymności,
- traumatyczne przeżycia z własnego dzieciństwa[1],
- obawa odziedziczenia choroby genetycznej przez potecjalne dziecko,
- niechęć do dzieci (wśród deklarujących decyzję o trwałej bezdzietności[1]),
- brak jednoznacznych powodów, dla których chciałoby się mieć dzieci.

### Konsekwencje
Według badań przeprowadzonych w Wielkiej Brytanii pary bezpotomne poświęcają sobie więcej czasu i okazują więcej miłości, charakteryzują się wyższym stopniem zażyłości, a także bardziej dbają o własny rozwój intelektualny. Jednocześnie w Polsce współczynnik rozwodów wśród par bezdzietnych jest wyższy niż tych z dzieckiem/dziećmi, natomiast kobiety bezdzietne mają lepsze wykształcenie, lecz częściej niż matki są samotne. Deklarują one również, że spotykają się z dyskryminacją w pracy i przestrzeni publicznej oraz stygmatyzacją społeczną.

## Intencjonalna bezdzietność w Polsce i na świecie
Zdaniem demografów, w krajach wysokorozwiniętych ok. 20-25% potencjalnych matek nie będzie miało dzieci; w badaniach demograficznych nie ma jednak możliwości rozróżnienia osób bezdzietnych z wyboru od tych, które nie mają dziecka z przyczyn niezależnych od siebie.
Krajowe analizy intencjonalnej bezdzietności nie są ekstensywne. Amerykańskie i zachodnioeuropejskie badania nad tym zjawiskiem prowadzone są od lat 70. XX w. Niektóre z badań na niewielkich grupach bezdzietnych Polek wykazują, iż większość z nich nie została matkami ze względu na splot okoliczności życiowych (tym samym niewielki procent z nich wskazuje na bezdzietność z wyboru). Natomiast w badaniu przeprowadzonym przez Szkołę Główną Handlową w Warszawie w 2012 r. 18% respondentek przyznało, że nie chce mieć dzieci, a 13% z nich nie może ich mieć z przyczyn biologicznych. Różne źródła podają, iż każde następne pokolenie Polek urodzonych w latach powojennych rodzi mniej dzieci.
W Stanach Zjednoczonych trend ten miał swój rozkwit w latach 90. Według Narodowego Centrum Statystyk Zdrowotnych (The National Center of Health Statistics) procent Amerykanek w wieku rozrodczym, które deklarowały się jako bezdzietne z wyboru wzrósł od 2,4% w 1982 do 4,3% w 1990 i 6,6% w 1995 r. W 2002 r., 18% Amerykanek w wieku 40–44 (z różnych powodów) nigdy nie miało dziecka. Ciekawostkę językową może stanowić fakt, iż po angielsku słowo childless oznacza osobę po prostu bezdzietną, bez względu na przyczyny, zaś termin child-free (childfree) ukształtowany na początku XX w. określa bezdzietnego (najczęściej) z wyboru. 
Mimo iż pragnienie posiadania potomstwa wciąż jest jednym z podstawowych powodów zawierania związku małżeńskiego, w krajach zachodnich nadal przybywa par świadomie odkładających rodzicielstwo.